# Synotaxus ecuadorensis
Espèce
Synotaxus ecuadorensis est une espèce d'araignées aranéomorphes de la famille des Synotaxidae.

## Distribution
Cette espèce se rencontre du Costa Rica à l'Équateur.

## Description
Le mâle holotype mesure 3,20 mm.
La femelle décrite par Exline et Levi en 1965 mesure 3,6 mm.

## Systématique et taxinomie
Cette espèce a été décrite par Exline en 1950.

## Étymologie
Son nom d'espèce, composé de ecuador et du suffixe latin -ensis, « qui vit dans, qui habite », lui a été donné en référence au lieu de sa découverte, l'Équateur.

## Publication originale
- Exline, 1950 : « Conopisthine spiders (Theridiidae) from Peru and Ecuador. » Studies Honoring Trevor Kincaid, University of Washington Press, p. 108-124 & 164-167.